# 尖舌浮蛙
尖舌浮蛙（学名：Occidozyga lima）为蛙科浮蛙属的两栖动物。

## 特征
体长达3厘米。灰绿色或绿棕色的背面，白色腹面；皮肤不光滑，满布大小刺粒；狭长的舌，后端尖而薄；趾端尖细，趾间具有全蹼；雄蛙咽下有单个内声囊。

## 分布
尖舌浮蛙主要分布于中國、香港(目前已絕跡)、寮國、馬來西亞、緬甸、泰國、越南、孟加拉、柬埔寨、印度、印尼。在中国大陆，分布于福建、江西、广东、广西、海南、云南等地，常栖息于较大的水坑及稻田。该物种的模式产地在爪哇。